# Desezoniranje
Mnogi ekonomski vremenski nizovi podložni su utjecaju sezone, to jest fluktuacije pojave ponavljaju se na sličan način u razdoblju od godine dana ili kraćem.
Na primjer, broj noćenja stranih gostiju u RH znatno je veći u ljetnim mjesecima i to povećanje je prisutno svake godine.
Sezonske varijacije vremenskog niza značajno utječu na njegovu ukupnu varijancu, pa će prognoze koje zanemaruju važnost sezonske komponente, imati veliku varijancu (prognostičku pogrešku). Zato je potrebno, u slučaju sezonskih varijacija pojave, empirijsku analizu provoditi nad desezoniranim (vremenski prilagođenim) podacima, to jest na temelju vremenskog niza iz kojeg su uklonjeni sezonski utjecaji.
Metodama desezoniranja identificira se, procjenjuje i uklanja sezonski utjecaj, ali se ne analizira niti se objašnjava njegov uzrok. Postoji velik broj metoda desezoniranja i moguće je grupirati ih u tri skupine; 
1.	Regresijske metode
2.	Metode empirijskog filtriranja (npr.metoda X-12-ARIMA)
3.	Izlučivanje signala
Svrha je analize sezonskih pojava izmjeriti sezonski utjecaj i veličine drugih prisutnih komponenti te analitički (modelom) izraziti njihov razvoj. Postupci desezoniranja pružaju važne informacije za prosudbu gospodarskih kretanja, odnosno za vođenje poslovne i gospodarske politike.  
Postupak desezoniranja gospodarskih serija najčešće polazi od multiplikativnog modela. Sam se postupak provodi u koracima i sadrži vrlo velik broj različitih brojčanih operacija te konstrukciju grafičkih prikaza.
Vremenska serija podataka (Y) može se razlučiti na sljedeće sastavnice: trend (T), te cikličku (C), sezonsku (S) i slučajnu sastavnicu (E):
Y = T + C + S + E
Statističkim odstranjivanjem sezonske sastavnice dobiva se desezonirana vremenska serija podataka:
Y – S = T + C + E
Postupkom desezoniranja uklanja se uobičajeno odstupanje od trenda koje se javlja svake godine u istim mjesecima. Međutim, desezoniranjem se ne uklanjaju razlike u opsegu sezonskih odstupanja. Naprotiv, razlike u opsegu sezonskih odstupanja zadržavaju se u obliku trenda ili cikličkih odstupanja od trenda.